# تروي (بطاقات ائتمانية)
تروي (بالإنجليزية: Troy)‏، هي مزود بطاقات ائتمانية في تركيا تم تأسيسه في عام 2015 من قبل Interbank Card Center. وهو مخطط البطاقات الائتمانية المحلي الوحيد في تركيا، وتقدم تروي خدمات مالية بما في ذلك بطاقات الائتمان وبطاقات الخصم وإصدار البطاقات المدفوعة مسبقًا ومعالجة عمليات الشبكة، تم قبول بطاقات تروي في الولايات المتحدة على شبكة ديسكفري كارد منذ 2017 . 

## روابط خارجية
- الموقع الرسمي